# Calvin's Case
Il Calvin's Case (noto anche come Case of the Postnati) è una sentenza della Exchequer Chamber del Regno di Inghilterra del 1608, considerata una pietra miliare nella giurisprudenza inglese e statunitense sulla cittadinanza, in particolare sullo ius soli.
Essa difatti stabilì chiaramente che un bambino nato in Scozia dopo l'Unione delle Corone sotto il re Giacomo VI e I nel 1603, era considerato, ai sensi della common law, come un soggetto inglese e, per questo, avesse diritto ai benefici che lo stesso status garantiva. In seguito, il caso è divenuto famoso, più che per il suo impatto iniziale, soprattutto perché è stato adottato dai tribunali degli Stati Uniti per plasmare le regole sull’ottenimento della Cittadinanza statunitense tramite ius soli ("legge del suolo", o cittadinanza in virtù di nascita all'interno del territorio di uno stato sovrano).

## Origini e fatti antecedenti al caso
Nel Medioevo, sotto il sistema feudale vigente in Europa, la fedeltà dovuta a un re dai suoi sudditi - collegata com'era al possesso di interessi sulla terra - estingueva la possibilità per qualsiasi individuo di possedere terre in due regni diversi, poiché questi avrebbe dovuto incompatibilmente giurare fedeltà a due re diversi. La questione in sé, tuttavia, non fu mai affrontata veramente, poiché non risultavano circostanze tali da far disputare tale aspetto e, solamente con la creazione delle prime colonie americane e le unioni personali tra sovrani si iniziò a dibattere in tal senso.
In questo contesto, dunque, nacque in Scozia, al tempo un regno autonomo che condivideva il re Giacomo VI con l’Inghilterra, intorno al 5 novembre 1607, Robert Calvin (in realtà, alcune fonti lo citano come Robert Colville, figlio di Robert Colville, Maestro di Culross, e nipote del cortigiano James Colville, primo Lord Colville di Culross), il quale, ricevendo successivamente delle proprietà in Inghilterra, si vide contestati il trasferimento ed i suoi relativi diritti reali sulla base del fatto che, in quanto scozzese, non avrebbe potuto legalmente possedere delle terre inglesi, sotto la giurisdizione di un regno estraneo al suo luogo di nascita.

## Giudizio sul caso
Contestando tale ostruzione con un writ, la Exchequer Chamber si ritenne competente sul caso, in virtù della tematica di tipo patrimoniale, e così avviò l’esame del caso.
Tra l’aprile ed il giugno 1608, dunque, il lord cancelliere, Thomas Egerton, primo visconte Brackley (noto anche come Lord Ellesmere, insieme a 14 giudici si pronunciò a favore di Calvin, affermando che questi, secondo la common law, non poteva essere uno straniero ed avesse dunque il diritto di possedere terre in Inghilterra. Nelle motivazioni del caso, sebbene non direttamente rilevante, Edward Coke colse l'occasione per discutere la posizione dei cosiddetti "nemici perpetui", specificando che "Tutti gli infedeli sono secondo la legge perpetui inimici (nemici perpetui)" (166) e che, avendo appurato che un re che conquista un regno cristiano sia vincolato dalla continuazione di tali leggi esistenti fino a quando non vengono messe in atto nuove leggi, "se un re cristiano dovesse conquistare un regno di un infedele (= potenzialmente dunque anche i nativi americani, da cui il fatto di importazione immanente della common law da parte dei coloni) e portarli sotto la sua sottosoggezione, lì ipso facto le leggi dell'infedele sarebbero abrogate, perché non siano solo contro il cristianesimo, ma contro la legge di Dio e della natura". (170).
Da questa affermazione, alcuni studiosi sostennero che Coke usò questa occasione per fornire tranquillamente una base legale alla London Virginia Company per fare a meno di concedere ai nativi americani qualsiasi diritto mentre si stabilivano in Virginia.
Da questa decisione, due giudici dissentirono: Sir Thomas Foster e Sir Thomas Walmsley.

## Significato e giurisprudenza successiva

### Postnati e antenati
Oltre all’impatto iniziale che la sentenza ebbe sul rafforzamento del legame tra i due regni (poi unitisi con l’Atto di Unione del 1707), tale decisione dipese dallo status di Calvin di postnatum - ossia suddito nato nella fedeltà del re scozzese Giacomo VI dopo che questi era altresì diventato Sovrano d’Inghilterra nel 1603 - e sul fatto che il monarca nella cui fedeltà era nato (lo stesso Giacomo, nella sua qualità di re di Scozia) era anche il re inglese al momento della nascita di Calvin. Ciò significò che Robert Calvin, nella sentenza della corte, era tanto un suddito del re d'Inghilterra quanto uno nato in Inghilterra, come se fosse nato lì invece che in Scozia.
I giudici della corte, per giustificarsi, hanno infatti citato gli statuti esistenti, tra cui in particolare uno statuto del 1351, De Natis Ultra Mare, che concedeva i benefici dello status di soggetto ai figli nati all'estero dei sudditi del re, a sostegno del concetto che la fedeltà era essenzialmente legata alla figura del re, piuttosto che al regno stesso o alle sue leggi.
Tuttavia, è bene riaffermarlo, il caso non fu retroattivo e dunque non estese lo status di soggetto inglese ai cosiddetti antenati (ossia gli scozzesi nati prima del 1603), che invece rimasero “alieni” in relazione all'Inghilterra, sulla base della teoria che re Giacomo non fosse ancora diventato re d'Inghilterra al momento della loro nascita.
Degno di nota, poi, è anche il fatto che nel Parlamento inglese, prima del caso di Calvin, erano stati fatti tentativi di naturalizzare tutti i sudditi scozzesi di Giacomo - sia quelli nati dopo la sua adesione inglese nel 1603 (i post-nati) che quelli nati prima del 1603 (gli ante-nati) - ma questi sforzi legislativi non erano andati a buon fine, poiché erano state espresse preoccupazioni sul fatto che l'estensione dei privilegi dei sudditi inglesi a tutti gli scozzesi avrebbe causato l'inondazione dell'Inghilterra da "un afflusso di 'scozzesi affamati'". Sono state altresì sollevate anche obiezioni sul fatto che concedere la naturalizzazione a tutti gli scozzesi avrebbe incoraggiato la filosofia giuridica, sposata da Giacomo, della monarchia assoluta e del diritto divino dei re a discapito dell’autonomia parlamentare, molto caro al sistema politico inglese sin dalla Magna Carta.
Anche dopo il caso di Calvin, tuttavia, il Parlamento inglese avrebbe potuto emanare un disegno di legge sulla naturalizzazione che coprisse gli antenati, ma non lo fece mai.

### Influenze successive
Oltre a determinare un importante avanzamento nel plasmare la dottrina dello ius soli e a solidificare l’unione delle due corone, il caso di Calvin ha contribuito a definire meglio i diritti e le sottomissioni dei sudditi inglesi nel mondo.
Alcuni studiosi, infatti, credevano che il caso non si adattasse alla situazione dell'America coloniale, e quindi ragionavano sul fatto che i coloni del XVIII secolo potessero "rivendicare tutti i diritti e le protezioni della cittadinanza inglese" (in virtù del concetto di importazione della common law). In effetti, sul punto, uno studioso affermò che gli apologeti legali per la rivoluzione americana hanno affermato di aver "migliorato i diritti degli inglesi" creando ulteriori diritti puramente americani oltre a quelli già detenuti da quest’ultimi.
In seguito, grazie alla sua inclusione nei trattati legali del XIX secolo (compilati da Edward Coke, William Blackstone e James Kent), il caso di Calvin divenne ben noto nella prima storia giudiziaria degli Stati Uniti. L'esame del caso da parte della Corte Suprema degli Stati Uniti e dei tribunali statali lo ha infine trasformato in una regola riguardante la cittadinanza statunitense e ha consolidato il concetto di ius soli come fattore determinante primario che controlla l'acquisizione della cittadinanza per nascita, ad esempio nel caso del 1898, Stati Uniti contro Wong Kim Ark.
Dall’altro lato della medaglia, il caso è stato anche citato come base legale per la restrizione dei diritti ai nativi americani a seguito della loro conquista e confino nelle riserve da parte del governo federale degli Stati Uniti.

### Esplicative
1. ↑  La locuzione landmark decision è resa in italiano da «decisione storica, epocale»; la metafora inglese landmark equivale a quella italiana «pietra miliare». Lankmark nel Sansoni Inglese online.

### Fonti
1. ↑  cfr. Tractatus de legibus et consuetudinibus regni Angliae (1188 c.).
2. ↑  (EN) Price, Polly J., Natural Law and Birthright Citizenship in Calvin's Case (1608), in Yale Journal of Law and the Humanities, vol. 9, 1997,  p. 74.
«(Trad.) La sentenza di [Edward] Coke sul Calvin's Case è stata una delle più importanti decisioni della common-law inglese adottata dalle corti nella primordiale storia degli Stati Uniti. Le regole sulla cittadinanza derivanti dal Calvin's Case, difatti, divennero le basi della regola di common-law americana di cittadinanza in virtù della nascita [nel territorio dello Stato]…»
3. ↑  (EN) Swain, Carol Miller, Debating Immigration, Cambridge University Press, 2007,  p. 41, ISBN 978-0-521-69866-5.
«(Trad.) Quasi tutte le opinioni dottrinali sulle origini della cittadinanza americana riconoscono la singolare importanza del Calvin's Case nel plasmare i princìpi legali e filosofici su cui la cittadinanza americana è stata fondata.»
4. ↑  Price (1997), pp. 81–82.
5. ↑  (EN)  Sir Edward Coke, The Selected Writings and Speeches of Sir Edward Coke, ed. Steve Sheppard (Indianapolis: Liberty Fund, 2003). Vol. 1. 31 March 2017.
6. ↑  (EN) Robert Zaller, The Discourse of Legitimacy in Early Modern England, Stanford University Press, 14 maggio 2007,  p. 321, ISBN 978-0-8047-5504-7.
7. ↑  (EN) Walmesley, Thomas, in Dictionary of National Biography, Londra, Smith, Elder & Co, 1885–1900.
8. ↑  Price (1997), p. 101–102.
9. ↑  Price (1997), p. 117.
10. ↑  Price (1997), p. 96.
11. ↑  Price (1997), p. 97.
12. ↑  Price (1997), pp. 98–99.
13. ↑  Price (1997), p. 119.
14. ↑  (EN) Polly J. Price, Natural Law and Birthright Citizenship in Calvin's Case (1608), in Yale Journal of Law & the Humanities, vol. 9, 1997,  p. 73.
15. 1 2  Hulsebosch, Daniel J. (2003). (EN)  "The Ancient Constitution and the Expanding Empire: Sir Edward Coke's British Jurisprudence". Law and History Review 21.3: para. 28–33 – via History Cooperative. Archiviato il 29 agosto 2012 in Internet Archive..
16. ↑  Arthur J. Slavin (1983). (EN)  "Craw v. Ramsey: New Light on an Old Debate". In Stephen Bartow Baxter, ed., England's Rise to Greatness, 1660–1763 (University of California Press), pp. 31–32 – via Google Books.
17. 1 2  Ellen Holmes Pearson (2005). (EN)  "Revising Custom, Embracing Choice: Early American Legal Scholars and the Republicanization of Common Law". In Eliga H. Gould, Peter S. Onuf, ed., Empire and Nation: The American Revolution In The Atlantic World, (Baltimore: Johns Hopkins University Press), ISBN 0-8018-7912-4, p. 102, n. 33 – via Google Books.
18. ↑  Price (1997), p. 138–139.